# Steinberg (Hückeswagen)
Steinberg ist eine Siedlung in Hückeswagen im Oberbergischen Kreis im Regierungsbezirk Köln in Nordrhein-Westfalen.

## Lage und Verkehrsanbindung
Steinberg liegt im südlichen Hückeswagen am Rande der herangerückten Wohngebiete des Hauptorts und ist über eine Verbindungsstraße erreichbar, die von der Kreisstraße K 5 zwischen Grünestraße und Altenholte abzweigt, bis zum Hückeswagener Zentrum führt und auch Sohl, Hambüchen und Knefelsberg anbindet. Steinberg ist nicht zu verwechseln mit dem ebenfalls in Hückeswagen liegenden Steinberg südlich des Damms der Bevertalsperre.

## Geschichte
In der Preußischen Uraufnahme von 1840 bis 1844 wird der Ort auf umgrenztem Hofraum aufgeführt. Die Ortsbezeichnung lautet „Stein B.“.
Bei Steinberg befand sich von 1866 bis 1993 das Hückeswagener Krankenhaus. 1979 wurden die Gebäude an einen privaten Investor verkauft und von diesem zu einem „Medizinischen Dienstleistungs- und Therapiezentrum“ umgebaut.

## Wander- und Radwege
Folgende Wanderwege führen durch den Ort:
- Der Ortswanderweg ━ von Purd zur Wiebach-Vorsperre
- Der Ortswanderweg □ von der Wermelskirchener Knochenmühle zur Bevertalsperre